# Oospila permagna
Oospila permagna es una especie de polilla perteneciente a la familia Geometridae, descrita por el lepidopterólogo inglés William Warren en 1909, con distribución en Perú. El holotipo de la especie fue descrita en los alrededores del sector Tinguri, provincia de Carabaya, aproximadamente 3100 pies (944,9 m).
Pertenece a un grupo de especies características morfológicas similares y que lleva el nombre de Oospila flavilimes.

## Descripción
Es una polilla mediana, con una envergadura de 36 milímetros (1,4 plg). Cuenta con antenas fuertemente pectinadas. La cara y sus patas delanteras son amarillentas, mientras que el vértice y eje antenal son de color blanco nieve.
Como el resto de las especies del grupo, es una polilla color verde oscura, pero mucho más grande y con alas más anchas. El margen costal del ala anterior es ampliamente amarillo, pero el área marginal amarilla de ambas alas no cuenta con ningún borde interno rojizo. La mancha celular es grande, oblicua y verde oscuro. En el ala posterior la marca celular es amarillenta, extendiéndose por toda la longitud del espacio discocelular.